# Hypsicera anglica
Hypsicera anglica är en stekelart som först beskrevs av Otto Schmiedeknecht 1925.  Hypsicera anglica ingår i släktet Hypsicera och familjen brokparasitsteklar. Inga underarter finns listade i Catalogue of Life.